# Tragèdia del Tarajal
La Tragèdia del Tarajal o Cas Ceuta és la mort de 15 persones originàries de l'Àfrica subsahariana i procedents del Marroc a la platja d'El Tarajal el 6 de febrer del 2014. Les 15 persones difuntes formaven part d'un grup d'entre 200 i 300 persones, segons les fonts, que volien arribar nedant a les costes espanyoles, quan un operatiu de 56 agents de la Guàrdia Civil els va disparar 145 pilotes de goma i cinc pots de fum d'ocultació. Les 23 persones que van arribar a la platja de Ceuta van ser rebutjades i entregades a les forces marroquines, que els reclamaven.

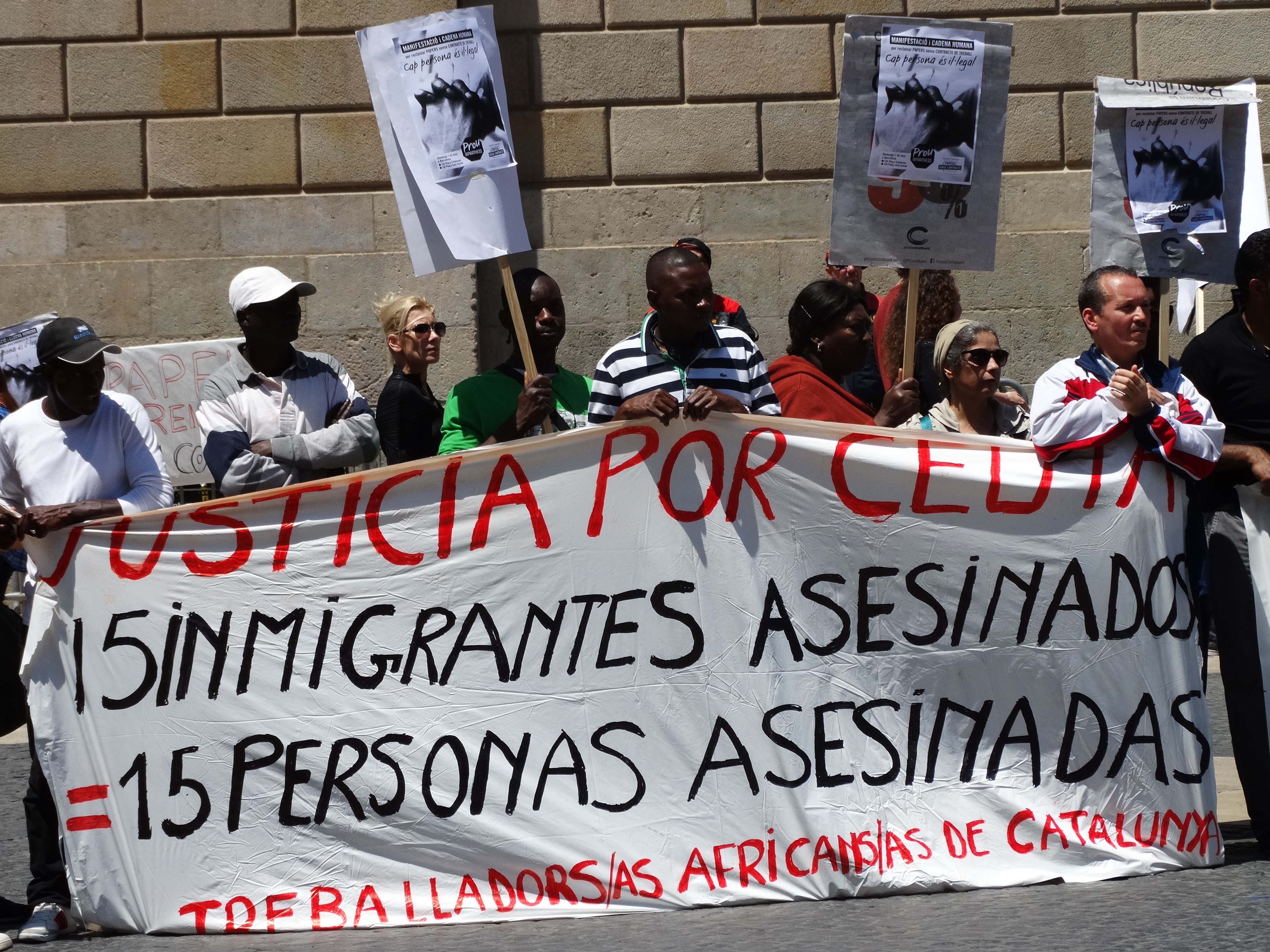
Protesta a Barcelona per les morts d'immigrants a Ceuta.

La implicació dels agents en la mort d'aquestes persones està en mans de la justícia. El jutjat d'instrucció número 6 de Ceuta va imputar pels delictes d'homicidi imprudent i lesions a 16 agents, entre els que hi havia un capità, un tinent i un sargent. El cas es va arxivar l'octubre del 2015 per ordre de la jutgessa María del Carmen Serván, que va dir que res apuntava a un ús inadequat del material. Les ONG Coordinadora de Barrios, CEAR i DESC van presentar un recurs demanant una investigació més exhaustiva. El gener del 2017, tres anys després dels fets, l'Audiència de Ceuta va ordenar la reobertura de la investigació perquè algunes de les diligències acordades no havien estat practicades, en particular les que corresponien al Marroc.